# Adenophora liliifolia
La campanella odorosa (nome scientifico Adenophora liliifolia (L.) A.DC., 1830) è una pianta erbacea perenne dai fiori a forma di campana, appartenente alla famiglia delle Campanulaceae.

## Etimologia
Il nome generico (adenophora) deriva dal latino (adenophorus-a-um) e indica una ghiandola nettaria a forma di anello tubuloso (o cuscinetto) che circonda l'ovario alla base dello stilo. L'epiteto specifico (liliifolia) deriva dal "lilii" (= giglio), quindi significa "foglie simili al giglio".

Il binomio scientifico della pianta di questa voce inizialmente era Campanula liliifolia proposto da Carl von Linné (1707 – 1778) biologo e scrittore svedese, considerato il padre della moderna classificazione scientifica degli organismi viventi, nella pubblicazione "Species Plantarum - 1:. 165 1753" del 1753, modificato successivamente in quello attualmente accettato Adenophora liliifolia proposto dal botanico svizzero Alphonse Louis Pierre Piramo de Candolle  (1806-1893) nella pubblicazione "Monographie des Campanulees avec Vingt Planches - 358. 1830 " del 1830.

## Descrizione

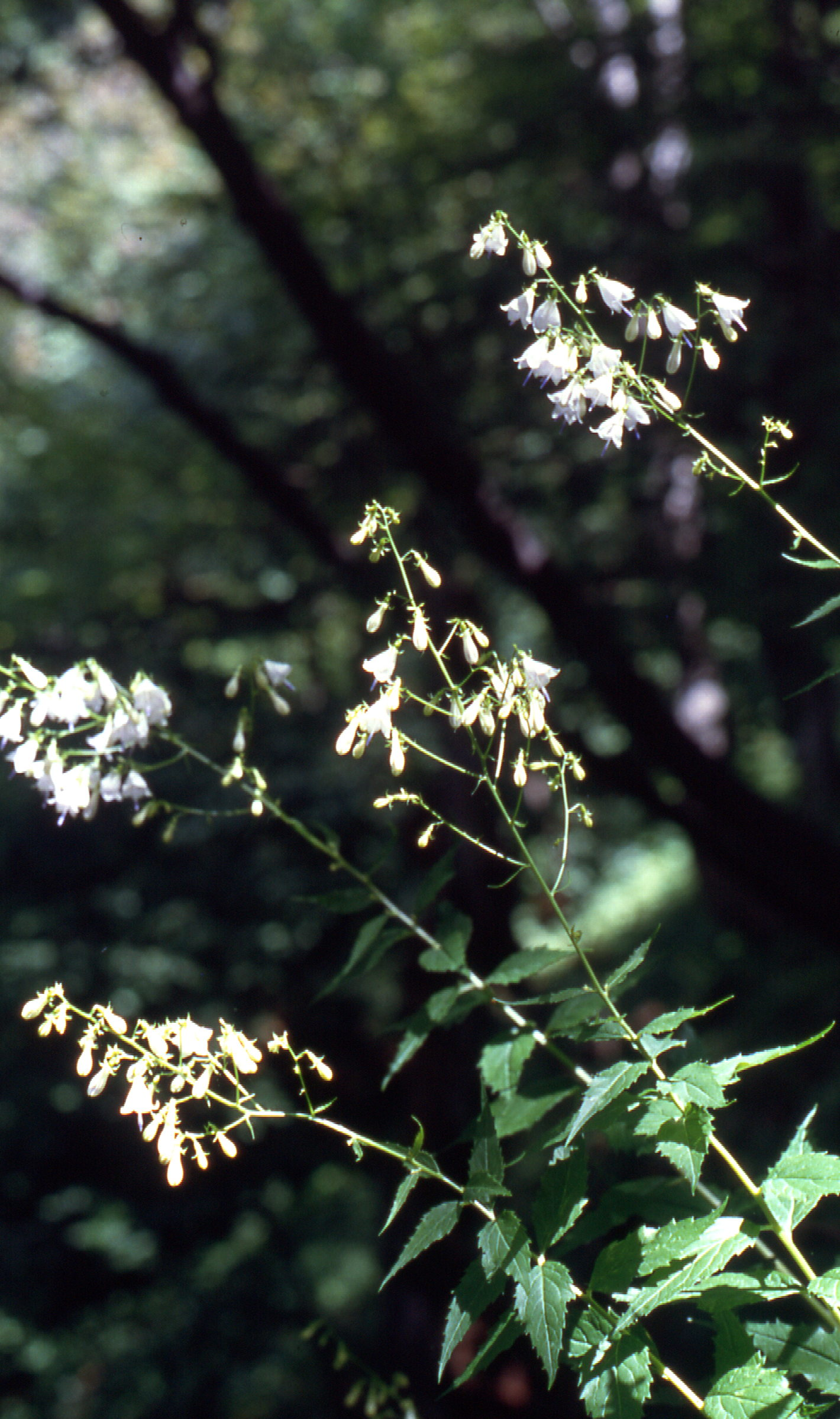
Il portamento

Queste piante raggiungono una altezza compresa tra 3 e 10 dm (massimo 15 dm). La forma biologica è definita come emicriptofita scaposa (H scap); quindi sono delle piante perennanti per mezzo di gemme messe sul terreno; mentre il portamento consiste in un asse fiorale allungato con poche foglie. Queste piante contengono dei succhi lattiginosi.

### Radici
Le radici sono a forma di "carota". Larghezza 1 – 2 cm; lunghezza 8 – 10 cm.

### Fusto
La parte aerea del fusto è eretta con sezione cilindrica; può essere semplice o ramificata. Nella parte apicale ha un portamento un po' angoloso e la superficie è ruvida.

### Foglie
Le foglie inferiori sono subglabre, sessili (o picciolate molto brevemente); la forma è da lanceolata a ovale; il portamento è patente o più o meno pendulo; i bordi sono acutamente seghettati; lungo il fusto le foglie sono disposte a spirale. Le foglie superiori hanno delle forme lineari e sono progressivamente più ridotte. Dimensione delle foglie inferiori: larghezza 1 – 2 cm; lunghezza 5 – 10 cm. Lunghezza del picciolo: 6 mm.

### Infiorescenza
Le infiorescenze sono delle ampie pannocchie a forma piramidale con rami patenti; al massimo sono presenti una dozzina di fiori. I peduncoli sono lunghi 6 – 8 mm e sono accompagnati da due (o più) squamule lineari. 

### Fiore
I fiori sono tetra-ciclici, ossia sono presenti 4 verticilli: calice – corolla – androceo – gineceo (in questo caso il perianzio è ben distinto tra calice e corolla) e pentameri (ogni verticillo ha 5 elementi). I fiori sono gamopetali, ermafroditi e attinomorfi.
- Formula fiorale: per questa pianta viene indicata la seguente formula fiorale:

K (5), C (5), A (5), G (3), infero, capsula
- Calice: il calice è formato da 5 denti lineari; dentellati sui bordi, con portamento da patente a riflesso. Lunghezza del tubo: 2 mm. Lunghezza dei denti: 4 mm.
- Corolla: la corolla campanulata è gamopetala a 5 divisioni o lobi triangolari; la divisione è a circa 1/5 dal bordo. Il colore è azzurro – lillacino (o anche biancastro). Lunghezza della corolla: 12 – 18 mm. Diametro massimo: 7 – 8 mm.
- Androceo: gli stami sono 5 con antere libere (ossia saldate solamente alla base); i filamenti sono dilatati alla base. Il polline è 3-5-porato ed è echinato (con spine).
- Gineceo: lo stilo, molto sporgente e pendulo, è unico con uno stigma violaceo (lo stigma sporge di 10 – 15 mm). L'ovario è infero, 3-loculare con placentazione assile (centrale), formato da 3 carpelli (ovario sincarpico). L'ovario è sormontato da un disco tubuloso nettarifero.
- Fioritura: da (giugno) luglio a agosto (settembre).

### Frutti
Il frutto consiste in una capsula triloculare deiscente con molti semi; i pori di deiscenza (la capsula è quindi poricida) sono posti alla base della capsula e si aprono inferiormente ai denti calicini

## Riproduzione
- Impollinazione: l'impollinazione avviene tramite insetti (impollinazione entomogama).
- Riproduzione: la fecondazione avviene fondamentalmente tramite l'impollinazione dei fiori (vedi sopra).
- Dispersione: i semi cadendo a terra (dopo essere stati trasportati per alcuni metri dal vento per merito del pappo – disseminazione anemocora) sono successivamente dispersi soprattutto da insetti tipo formiche (disseminazione mirmecoria).

## Distribuzione e habitat

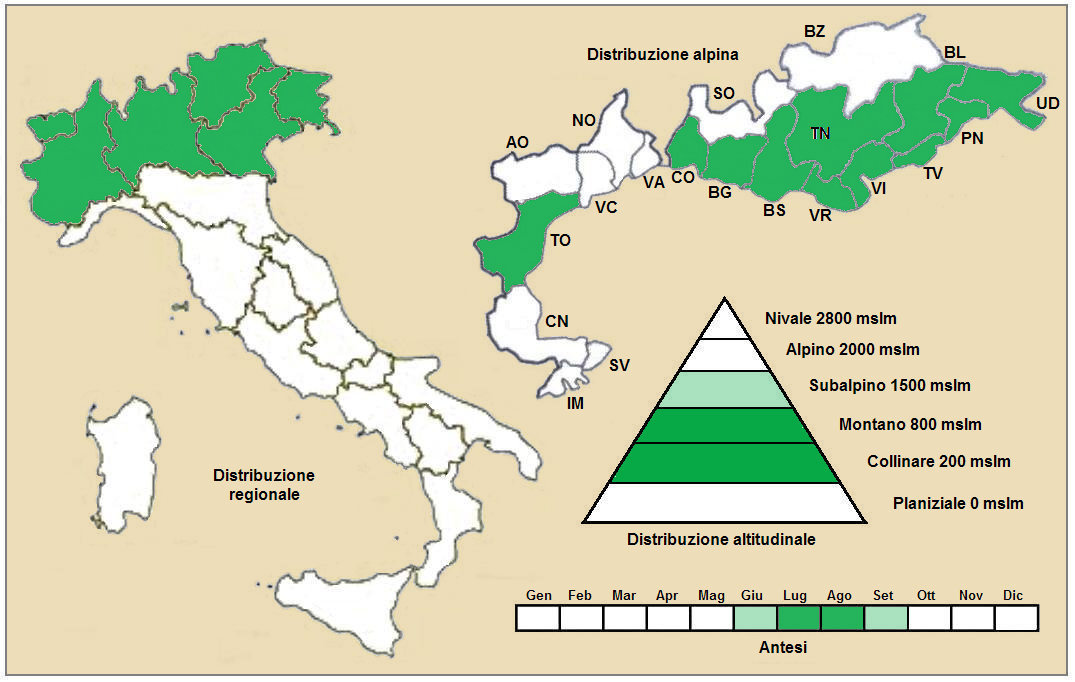
Distribuzione della pianta
(Distribuzione regionale – Distribuzione alpina)

- Geoelemento: il tipo corologico (area di origine) è Eurasiatico.
- Distribuzione: in Italia è una pianta rara e si trova al Nord, sui bordi meridionali delle Alpi. Fuori dall'Italia, sempre nelle Alpi, questa specie si trova in Svizzera (cantone Ticino) e in Austria (Länder della Stiria). Sugli altri rilievi europei collegati alle Alpi si trova nelle Alpi Dinariche e Carpazi.[14] Nel resto dell'Europa è presente soprattutto nella parte centro-orientale.[15]
- Habitat: l'habitat tipico per questa specie sono i prati e i pascoli igrofili, i margini erbacei meso-termofili dei boschi, gli arbusteti e le siepi. Il substrato preferito è calcareo con pH basico, alti valori nutrizionali del terreno che deve essere mediamente umido.[14]
- Distribuzione altitudinale: sui rilievi queste piante si possono trovare da 300 fino a 800 m s.l.m.; frequentano quindi i seguenti piani vegetazionali: collinare e montano e in parte quello subalpino.

### Fitosociologia
Dal punto di vista fitosociologico Adenophora liliifolia appartiene alla seguente comunità vegetale:
Formazione: delle comunità delle macro- e megaforbie terrestri
Classe: Molinio- Arrhenatheretea
Ordine: Molinietalia caeruleae
Alleanza: Molinion

## Tassonomia
La famiglia di appartenenza della Adenophora liliifolia (Campanulaceae) è relativamente numerosa con 84 generi per oltre 2000 specie (sul territorio italiano si contano una dozzina di generi per un totale di circa 100 specie); comprende erbacee ma anche arbusti, distribuiti in tutto il mondo, ma soprattutto nelle zone temperate. Il genere di questa voce appartiene alla sottofamiglia Campanuloideae (una delle cinque sottofamiglie nella quale è stata suddivisa la famiglia Campanulaceae) comprendente circa 50 generi (Adenophora è uno di questi). Il genere Adenophora a sua volta comprende oltre 65 specie (una sola nella flora italiana) a distribuzione soprattutto Eurasiatica.

l numero cromosomico di Adenophora liliifolia è: 2n = 34, 102.

Il basionimo per questa specie è: Campanula liliifolia L., 1753.

### Sinonimi
Questa entità ha avuto nel tempo diverse nomenclature. L'elenco seguente indica alcuni tra i sinonimi più frequenti:
- Adenophora alpini (L.) Borbás ex Prain
- Adenophora communis Fisch.
- Adenophora communis var. integerrima (Trautv.) Trautv.
- Adenophora cordata Tausch ex B.D.Jacks.
- Adenophora fischeri (Schult.) G.Don
- Adenophora intermedia (Schult.) Sweet
- Adenophora liliifolia (L.) Besser
- Adenophora liliifolia var. alba Nakai
- Adenophora liliifolia var. angustata Nakai
- Adenophora liliifolia var. infundibuliformis A.DC.
- Adenophora liliifolia var. integerrima (Trautv.) Korsh.
- Adenophora liliifolia var. pocsii Soó
- Adenophora liliifolia var. spreta (Schult.) A.DC.
- Adenophora liliifolia var. stylosa (Lam.) Korsh.
- Adenophora liliifolia var. stylosa (Lam.) Hayek
- Adenophora liliifolia var. suaveolens (Schrad. ex Hornem.) Steud.
- Adenophora liliifolia f. alba (Nakai) Nakai
- Adenophora liliifolia f. infundibuliformis (A.DC.) Voss
- Adenophora liliifolia f. stylosa (Lam.) Korsh.
- Adenophora liliifolia f. villosula (Borbás) Hayek
- Adenophora marsupiiflora var. pilosa Korsh.
- Adenophora mikoi (Borbás) Borbás ex Prain
- Adenophora periplocifolia (Lam.) A.DC.
- Adenophora perpallens (Borbás) Prain
- Adenophora polymorpha Ledeb.
- Adenophora polymorpha var. integerrima Trautv.
- Adenophora polymorpha f. integrisepala Herder
- Adenophora polymorpha f. raddeana Herder
- Adenophora rhomboidea Prain
- Adenophora setulosa Borbás
- Adenophora stylosa (Lam.) Fisch.
- Adenophora suaveolens (Schrad. ex Hornem.) Rchb.
- Adenophora suaveolens (Gilib.) Mey.
- Adenophora suaveolens var. latifolia Schur
- Campanula alpini L.
- Campanula alpini var. asperula Borbás
- Campanula alpini var. botryantha Borbás
- Campanula alpini var. hirtula Borbás
- Campanula alpini var. hungarica Borbás
- Campanula alpini var. polyadenia Borbás
- Campanula alpini var. setulosa Borbás
- Campanula alpini var. villosula Borbás
- Campanula cordata Tausch [Illegitimate]
- Campanula fischeri Schult.
- Campanula intermedia Schult.
- Campanula liliflora Roth
- Campanula liliifolia L.
- Campanula liliifolia var. hirta Borbás
- Campanula liliifolia var. polyadenia Borbás
- Campanula liliifolia var. setulosa Borbás
- Campanula mikoi Borbás
- Campanula periplocifolia Lam.
- Campanula perpallens Borbás
- Campanula rhomboidea Borbás
- Campanula spreta Schult.
- Campanula stylosa Lam.
- Campanula suaveolens Gilib.
- Campanula suaveolens Schrad. ex Hornem.
- Campanula subuniflora Lam.
- Campanula umbrosa F.Dietr.

### Specie simili
In generale queste piante si distinguono dalle "campanule" in quanto lo stilo sporge notevolmente dalla corolla e alla base dello stilo è presente un disco tubuloso.

## Usi

### Cucina
In alcune zone si mangiano le radici cotte (hanno un sapore dolce).

### Giardinaggio
Per questa pianta sono richieste posizioni semi-ombreggiate, mentre il terreno deve essere leggero, sabbioso e fresco (è consigliato mescolare il terriccio con abbondante "terra d'erica"). La propagazione può essere fatta in primavera sia per seme che per talea. La semina deve essere fatta in vasi e quindi trapiantata a dimora in settembre-ottobre (o anche febbraio-marzo) per avere la fioritura estiva.